# 水野まい
水野 まい（みずの まい、1988年8月26日 - ）は、日本のモデル、タレント、YouTuberであり、プラチナムプロダクションに所属していた女性アイドルグループ『predia』の全活動期（2010年 - 2022年）のメンバーである。千葉県出身。愛称は、まいまい、ねこさん、みずちゃん、ZB（「残念美人」の意）。

## 略歴
高校3年生の時「近藤ひでこ」という芸名でタレント活動を行い、2007年には週刊ヤングジャンプ『制コレGP』にエントリーされたが、ファイナリスト進出はならなかった。
卒業後は就職してOLに転身したがタレントになる夢を捨てきれず、2010年7月にプラチナムプロダクション所属。「水野まい」として活動開始した。同年11月、predia初期メンバーとして活動開始。2019年2月2日に青山玲子、岡村明奈、松本ルナ、林弓束の4名が卒業して以降は、prediaメンバー最年長かつ唯一の昭和生まれ（1988年〈昭和63年〉生）となった。
2019年2月4日に自身のYouTubeチャンネルを開設。
2022年6月5日にprediaが解散。同年7月6日付をもってプラチナムプロダクションを退所しフリーランスとなった。

## 人物
- 趣味は間取り図、掃除、アニメを見ること。
- 好きなアニメはカードキャプターさくら、ユリ熊嵐[8]、少女革命ウテナ[動画 1]。本人曰く「カラオケに行ったらアニソンしか歌わない」とのこと。
- 好きな色は赤[動画 1]。
- 兄が一人いる[動画 1][9]。

### predia関連
- prediaでの立ち位置は前列サイドないし後列が基本だが、「クレオパトラ」（3rdアルバム『ファビュラス』収録）1曲に限ってセンターを務める。これは現代に伝わるクレオパトラの風貌が水野に似ているため。ステージ中央でダンスソロを踊る水野を他メンバーがバックダンサーのように盛り立てる振り付けで、歌唱面でもソロパートや台詞が取り入れられライブにおける水野の見せ場となっていた。prediaのYouTubeチャンネルでは、「大人アイドル“predia”でしか成し得ない唯一無二のエジプトミュージカル」と紹介されている[動画 3]。
- 「硝子のアンブレラ」発売前の2021年7月に新型コロナウイルスの陽性反応が示され、更に気管支炎も患ったことから[10]、予定されていた自身のインターネットサイン会が9月4日に延期[動画 4]される等の影響が出た。

## 出演

### テレビ
- 美咲ナンバーワン!!（2011年1月12日 - 3月16日、日本テレビ）
- 行列のできる法律相談所（2011年7月24日、日本テレビ）
- スターの素顔が丸見え！○○さんと30人の身内さん（2011年、TBSテレビ）
- スター☆ドラフト会議（2012年1月17日、日本テレビ）
- 新進気鋭（2012年5月19日、日本テレビ）
- スクール革命! (2019年4月28日、日本テレビ)[11]

### ラジオ
- predia水野まいと湊元りょうのミュージック＋30 (2017年、超!A&G+）
- 水野まいと湊元りょうの本気!アニラブ（2018年、超!A&G+）
- 水野まいと湊元りょうのオタクシンドロォム（2019年 - 、超!A&G+）[12]

### ネット配信
- 美女暦(2011年4月25日・7月8日、PINKU)[13][動画 5][14][動画 6]
- 裏美女暦(2011年1月7日、PINKU）[15]

### その他
- NERF イメージキャラクター（2012年、タカラトミー）[16]
- 三愛コレクション 2013 Spring & Summer（2013年2月13日 - 14日、三愛）[17]

## 書籍

### 関連書籍
- 毎日使おう肌引き締め石鹸（2012年3月3日、徳間書店）[18]

### 動画
1. 1 2 3 4  水野まい 【100の質問】恋人とメンバーどっちを取る? 水野まいの全てを教えます! - YouTube（2020年2月19日）2022年7月20日閲覧。
2. 1 2  水野まい 【自己紹介】この度、セクシーな大人アイドルがYouTubeを始めます - YouTube（2019年2月4日）2022年7月20日閲覧。
3. ↑  predia 「クレオパトラ」 - YouTube（2018.4.30 『predia tour 2018“Fabulous”』at マイナビBLITZ赤坂）2022年7月20日閲覧。
4. ↑  リミスタ 【9/4】predia 水野まい振替配信「硝子のアンブレラ」発売記念インターネットサイン会 - YouTube（2021年9月4日）2022年7月20日閲覧。
5. ↑  bijogoyomi (2011年4月23日). “美女暦11年4月号「ほのぼの美女」（水野まい）”.   YouTube. 2011年4月23日閲覧。
6. ↑  bijogoyomi (2011年6月19日). “美女暦11年7月号「涼風美女」（水野まい）”.   YouTube. 2011年6月19日閲覧。